# Філліпс О'Брайен
Філліпс Пейсон О'Брайен (іноді О'Браян, англ. Phillips O'Brien; нар. 1963) — американський історик і професор стратегічних досліджень в Сент-Ендрюському університеті, Шотландія. Раніше він працював в Університеті Глазго, де керував Шотландським центром вивчення війни.
Його книги включають ревізіоністську історію "Як була виграна війна: Повітряно-морські сили та перемога союзників у Другій світовій війні " (2015), у якій зроблено висновок про перевагу в повітрі та на морі на «повітряно-морському суперполі битви» на тисячі миль., а не битви на суші, визначили результат війни. Він також є автором книги «Друга найвпливовіша людина у світі: життя адмірала Вільяма Д. Ліхі, начальника штабу Рузвельта» (2019), у якій переоцінено життя Ліхі та стверджено, що він був набагато впливовішим, ніж раніше було визнано.

## Молодість і освіта
Філліпс О'Брайен народився в 1963 році і виріс у Бостоні, штат Массачусетс. Він закінчив Трініті-коледжі, штат Коннектикут, а потім два роки працював на Волл-стріт.

## Академічна кар'єра
О'Браєн був науковим співробітником Меллона з американської історії та науковим співробітником Дрейперса в коледжі Пембрук Кембриджського університету, де він отримав ступінь доктора філософії з британської та американської політики та військово-морської політики. Він вважає, що британський історик американського походження Зара Штайнер справила великий вплив на його роботу. Його дисертація була опублікована Praeger у 1998 році під назвою «Британська та американська військово-морська сила: політика та правила, 1900—1936».
Згодом він був викладачем сучасної історії в Університеті Глазго, де також керував Шотландським центром вивчення війни. Там він редагував і брав участь у виданні "Технології та військово-морському бою в двадцятому столітті та за його межами " (2001), яке зосереджувалося на технічних змінах у створенні військово-морської політики, та «Англо-японському альянсі, 1902—1922» (2004), який базувався на доповідях, наданих на Столітній конференції англо-японського альянсу 1902 р. у 2002 р. У 2012 році він надав свідчення спеціальному комітету у справах Шотландії британської Палати громад щодо майбутнього розміщення британської ядерної зброї у випадку, якщо Шотландія вийде зі Сполученого Королівства.
У 2016 році О'Браєн перейшов до Сент-Ендрюського університету, де він є професором стратегічних досліджень.

## Основні книги

Обкладинка фільму « Як була виграна війна», "Повітряно-морські сили та перемога союзників у Другій світовій війні ", 2015 р.

У 2015 році О'Браєн опублікував "Як була виграна війна: повітряно-морські сили та перемога союзників у Другій світовій війні " (2015), яку Талбот К. Імлей описав у "Журналі сучасної історії « як „провокаційну“ та „ревізіоністську історію“. у найкращому вигляді». Проаналізувавши частку військової активності, присвяченої різним аренам бойових дій, О'Браєн дійшов висновку, що перемога у Другій світовій війні була визначена не битвами на суші, а в повітрі та на морі на тому, що він називає «Air-Sea Super Battlefield», яка подолала тисячі миль. О'Браєн стверджує, що забезпечення домінування на цьому полі бою дозволило союзникам знизити здатність держав Осі вести війну, знищивши їх здатність виробляти обладнання або знищивши його під час транспортування на поле бою, перш ніж воно могло бути використане. Деградація виробництва літаків країн Осі також призвела до того, що сухопутні сили країн Осі втратили підтримку з повітря, що призвело до нових поразок на землі.

## Вибрані видання

### Статті
- «The Titan Refreshed: Imperial Overstretch and the British Navy before the First World War», Past &amp; Present, No. 172 (August 2001), pp. 146—169.
- «The American press, public, and the reaction to the outbreak of the First World War», Diplomatic History, Vol. 37, No. 3 (June 2013), pp. 446—475.

### Книги
- British and American Naval Power: Politics and Policy, 1900-1936 (English) . Westport: Praeger. 1998. ISBN 978-0-275-95898-5. OCLC 1080902457. (Praeger Studies in Diplomacy and Strategic Thought)
- Technology and Naval Combat in the Twentieth Century and Beyond. London: Frank Cass. 2001. ISBN 9780415449366 (Naval Policy and History No. 13) (Editor and contributor)
- The Anglo-Japanese Alliance, 1902—1922. London & New York: Routledge Curzon. 2004. ISBN 0415326117 (Routledge Studies in the Modern History of Asia No. 17) (Editor and contributor)
- How the War Was Won: Air-Sea Power and Allied Victory in World War II (англ.). Cambridge: Cambridge University Press. 2015. ISBN 978-1-108-71689-5. OCLC 1089931799. (Cambridge Military Histories)
- The Second Most Powerful Man in the World: The Life of Admiral William D. Leahy, Roosevelt's Chief of Staff (англ.). New York: Dutton. 2019. ISBN 9780399584800. OCLC 1048947225.